# 蔡其巩
蔡其巩（1932年—），出生于荷屬東印度泗水（今印度尼西亚），籍貫福建晉江，中国金属物理学家，中国科学院院士，第六、七届全国政协委员，首批“国家有突出贡献的中青年专家”，清华大学兼职教授，中国金属学会理事、名誉理事。

## 生平
蔡其巩于1956年毕业于哈尔滨工业大学金属材料及热处理专业，后留校担任助教。1960年代初至1990年代初任职于钢铁研究总院。期间他长期从事金属材料、金属物理、断裂力学等领域的研究，曾运用J积分方法在国际上首次证明了应变疲劳寿命的曼森－科菲关系（Manson-Coffin relation）。1981年当选中国科学院技术科学部学部委员（院士）。